# José Montilla i Aguilera
José Montilla i Aguilera   (Iznájar, 15 de gener de 1955) és un polític català i executiu en el sector energètic. Fou el 128è president de la Generalitat de Catalunya (2006-2010) i ocupà altres alts càrrecs polítics a Catalunya i arreu d'Espanya, especialment com a batlle de Cornellà de Llobregat durant dos decennis i posteriorment com a president de la Diputació de Barcelona, com a ministre d'Indústria, Turisme i Comerç del Govern Espanyol i com a senador al Senat espanyol (2011-2019).
Després de posar fi a la seva activitat com a electe polític, d'ençà del 2020 és membre del consell d'administració i comissari d'auditories de l'empresa gasística espanyola Enagás.

## Biografia

### Infantesa
Net d'un oficial de carrabiners republicà a la guerra civil, va néixer al petit poblet andalús d'El Remolino, al municipi cordovès d'Iznájar, a la vora del Riu Genil, i tenia dos germans. Tota la població treballava al camp, fins que va començar la construcció del pantà que ara inunda el poble. El seu pare, Antonio, va treballar en les obres de construcció de l'embassament, fins que la inundació va obligar totes les famílies d'El Remolino a marxar i els Montilla van anar a una altra població de Còrdova, Puente Genil.

### Joventut
El 1971, quan José tenia 16 anys, els Montilla van decidir provar sort a Catalunya, on tenien familiars, i es van comprar un pis a Sant Joan Despí. Com la majoria de joves de l'època que volien estudiar, va combinar l'institut amb la feina, primer en una empresa d'arts gràfiques d'Esplugues de Llobregat i després en una altra de components electrònics de Sant Joan Despí. Va estudiar Formació Professional de correspondència mercantil. Més tard, va començar els estudis universitaris de Dret i de Ciències Econòmiques, però els va abandonar a segon curs i a tercer, respectivament. Des del primer moment a Catalunya, es va implicar en la política antifranquista al Baix Llobregat. El 1972, amb 17 anys, va ingressar en un grup clandestí maoista. A començaments de 1975 va ingressar al PSUC, també clandestinament. L'any 1978 s'incorporà al Partit dels Socialistes de Catalunya, el seu partit actual.

### Família
José Montilla té dos fills del seu primer matrimoni (Arnau i Marina) i també trigèmins, nascuts l'any 2000, de la seva segona i actual esposa, Anna Hernández Bonancia (Víctor, Héctor i Anna). Viuen a Sant Just Desvern, on la seva esposa va ser regidora i diputada provincial fins al 2011.

### Alcalde de Cornellà
El 1979 es presentà per primera vegada a unes eleccions dins la candidatura del PSC a l'Ajuntament de Sant Joan Despí, d'on esdevenir tinent alcalde d'Economia i Hisenda, i portaveu del grup socialista. El 1980 va esdevenir membre del Consell Nacional del PSC. A les eleccions de 1983 encapçalà la llista de Cornellà de Llobregat, ciutat on s'havia traslladat a finals del 1979. Guanyà les eleccions, participà en un govern de coalició amb el PSUC i fou nomenat alcalde el 28 de maig de 1985. Des de les eleccions de 1987 fins a les de 2003 fou reelegit sempre per majoria absoluta.
També el 1987, en el V Congrés del PSC, fou elegit membre de la Comissió Executiva del partit, el 1994 secretari d'organització, i el 18 de juny de 2000 primer secretari.
Paral·lelament, a nivell estatal des del 23 de juliol del 2000 fins al 2008 fou membre de la Comissió Executiva Federal del PSOE, on ocupà una de les Secretaries Executives.
Fou diputat de la Diputació de Barcelona pel PSC i pel districte electoral de l'Hospitalet de Llobregat des del 1983 fins al 2004, i president en un breu període, des del juliol de 2003, quan succeí a Manuel Royes, fins al març del 2004, quan va deixar aquest càrrec i el d'alcalde de Cornellà, en ser nomenat Ministre d'Indústria, Turisme i Comerç del govern espanyol. Essent alcalde de Cornellà, des del 1988 fins al 1997 fou el primer president del Consell Comarcal del Baix Llobregat. Com a alcalde de Cornellà, l'abril de 2004 fou substituït per Antonio Balmón, i a la Diputació per Celestino Corbacho.

### Ministre d'Indústria, Comerç i Turisme
Amb la victòria del Partit Socialista Obrer Espanyol (PSOE) a les eleccions generals espanyoles de març de 2004, el 18 d'abril fou nomenat ministre d'Indústria, Comerç i Turisme del govern de Rodríguez Zapatero.
Entre els fets destacats de la seva gestió com a ministre hi ha la posada en marxa de la TDT; l'aprovació de la nova llei d'horaris comercials, el trasllat de la Comissió Nacional del Mercat de les Telecomunicacions a Barcelona i l'aprovació del domini .cat.
El seu mandat coincidí amb una convulsió del sector energètic que començà amb una OPA de Gas Natural sobre Endesa, rebutjada pel president d'aquesta entitat i ràpidament polititzada per l'oposició. L'aparició de l'empresa alemanya E-ON amb una nova OPA sobre Endesa generà una guerra empresarial que comportà alguna regulació del govern espanyol i la intervenció de la Unió Europea. En mig d'aquests episodis, algunes de les principals empreses constructores espanyoles començaren a invertir en el sector energètic.
Montilla deixà el seu càrrec per ser candidat a la Presidència de la Generalitat de Catalunya el 9 de setembre del 2006, sense veure acabat aquest episodi. El substituí Joan Clos, abans alcalde de Barcelona.

### President de la Generalitat de Catalunya

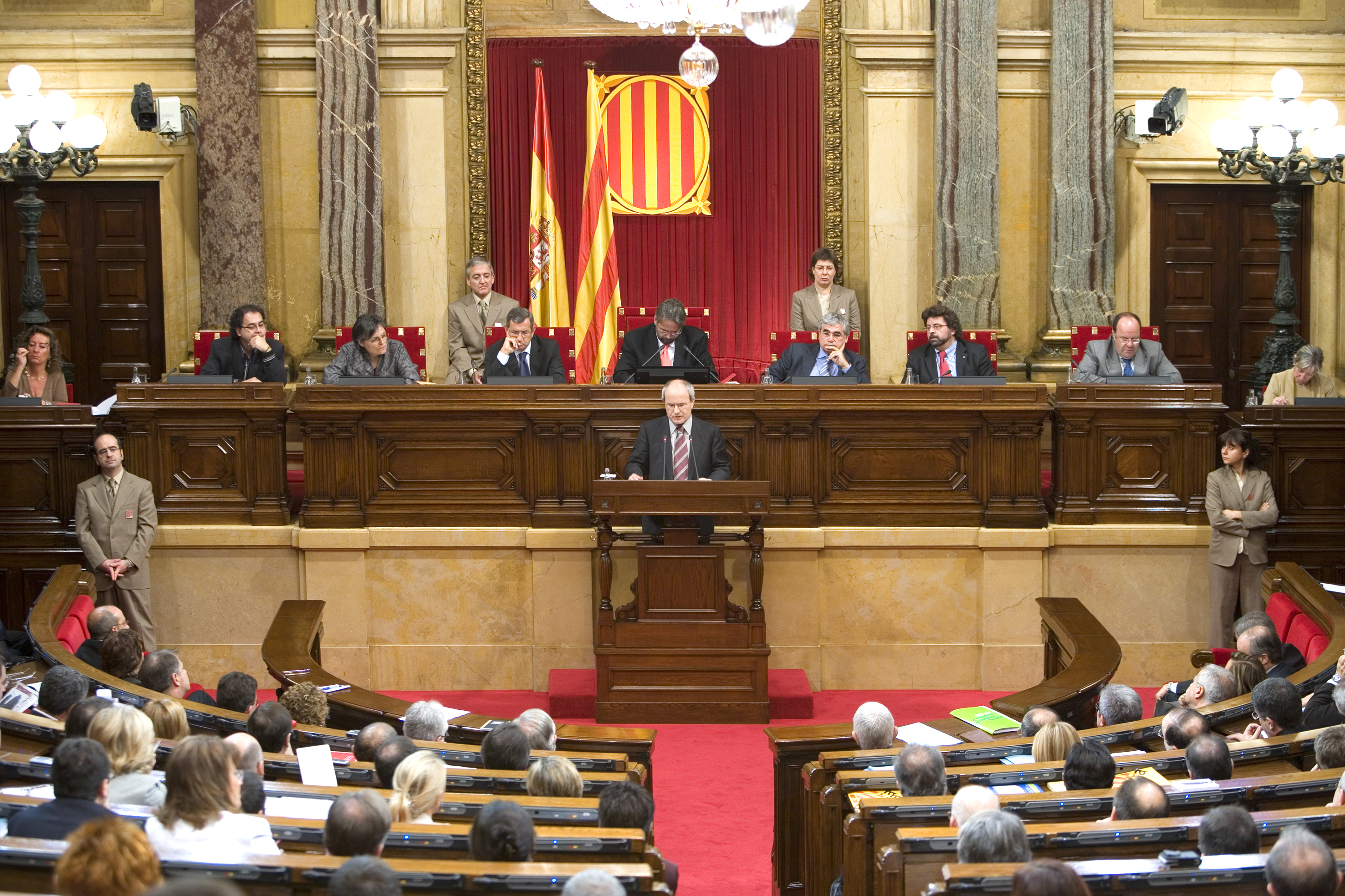
Investidura de José Montilla com a president de la Generalitat l'any 2006

L'executiva del PSC el va proposar com a candidat a la presidència de la Generalitat, un cop Pasqual Maragall renuncià a la reelecció el 21 de juny de 2006.
Les eleccions al Parlament de Catalunya de l'1 de novembre de 2006 es van celebrar en un context on s'acabava d'aprovar el nou Estatut d'Autonomia i el govern en minoria de la Generalitat format pel PSC i ICV-EUiA, després de l'expulsió d'ERC pel seu «no» a l'Estatut. José Montilla va estrenar-se com a cap de cartell i va obtenir 37 diputats, perdent gairebé 250.000 vots i 5 escons. CiU, al seu torn, va obtenir 48 escons però no va poder formar govern. La nit electoral Montilla es va mostrar disposat a liderar un «govern catalanista i d'esquerres» a Catalunya, i es va declarar legitimat per articular una «majoria de progrés».
El 28 de novembre prengué possessió com a 128è President de la Generalitat de Catalunya, després d'haver estat elegit en la sessió del Parlament de Catalunya del 24 de novembre, amb el suport de 70 diputats a favor, 65 en contra i cap abstenció.
L'endemà constituí el govern de la VIII legislatura del període democràtic, amb consellers de les tres formacions polítiques del tripartit: Iniciativa per Catalunya, PSC i Esquerra Republicana.

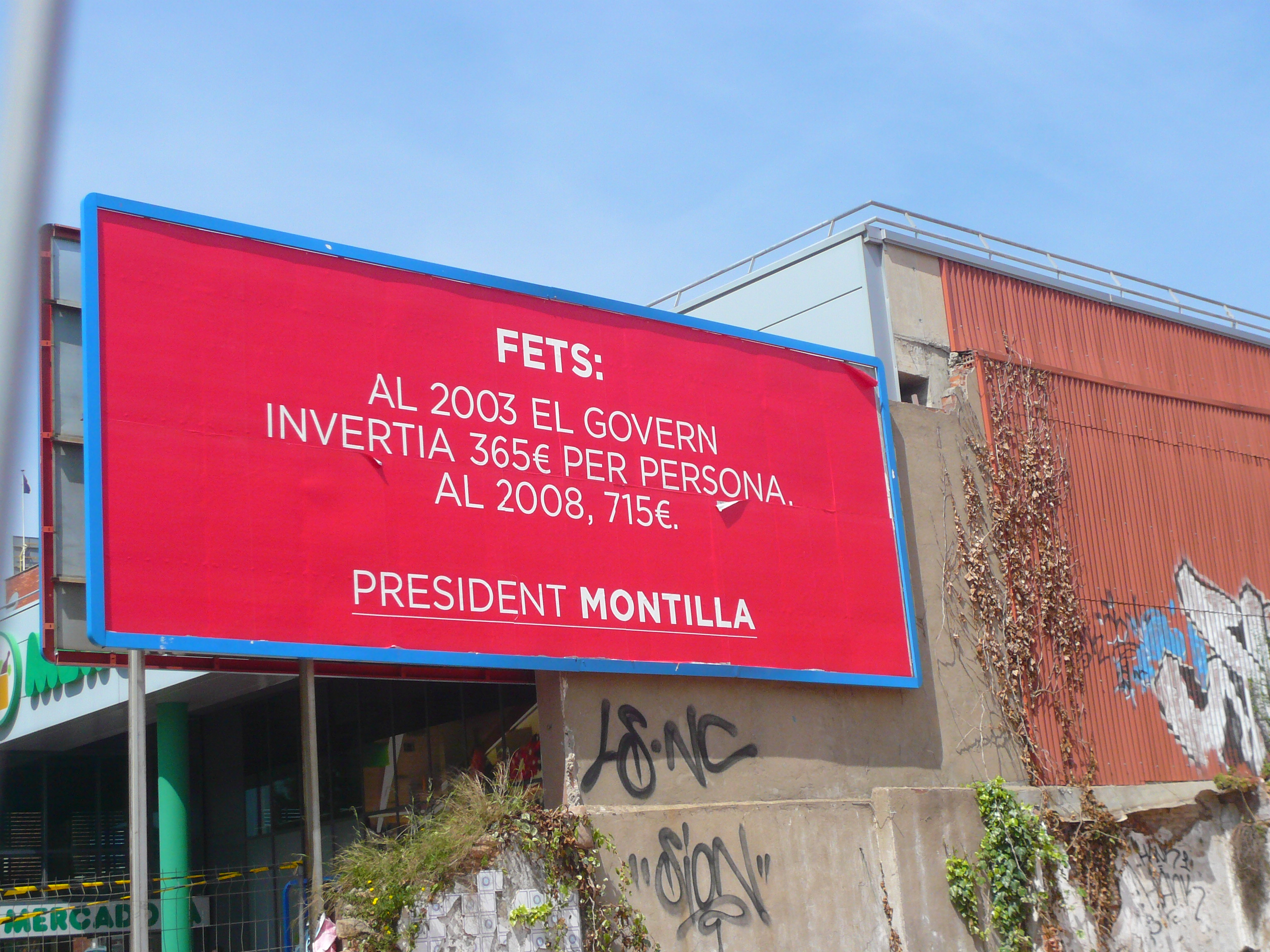
Cartell publicitari del PSC l'abril del 2009 a Esplugues de Llobregat

Entre les fites més significatives d'aquest segon tripartit, cal recordar el 2007 l'inici del desplegament de la Llei de la Dependència, l'aprovació de la Llei de Serveis Socials, el Pacte Nacional per l'Habitatge, la participació catalana a la Fira de Frankfurt i l'ampliació del servei del Metro de Barcelona a la nit. El 2008 es va aconseguir un acord perquè l'Estat invertís a Catalunya, es va signar el Pacte Nacional per a la Recerca i Innovació, el Pacte Nacional per la Immigració, es va completar el Tren de Gran Velocitat (AVE) entre Barcelona i Madrid, etc. El 2009 va ser l'any de la dessalinitzadora del Prat, del nou model de finançament de Catalunya per part de l'Estat, de la Llei d'Educació, de la nova Terminal 1 de l'aeroport de Barcelona, de l'inici de la Línia 9 del Metro, de la Ciutat de la Justícia, del Pacte Nacional per les Infraestructures, etc. I, finalment, el 2010, el traspàs dels ferrocarrils de rodalia, l'aeroport de Lleida-Alguaire, o el Sincrotró Alba.
Per amortir els efectes de la crisi hipotecària de 2007, el govern tripartit de José Montilla va anunciar en 2007 la construcció durant la legislatura de 50.000 habitatges protegits, 25.000 de compra i 25.000 de lloguer i ajuts a la rehabilitació de 100.000 pisos, però només es van iniciar 36.000 pisos.
Els quatre missatges de Cap d'Any els va pronunciar des de diferents instal·lacions construïdes per l'administració catalana: un hospital, una comissaria, un parc de bombers i un centre de control de Ferrocarrils. En cadascun dels discursos va donar les gràcies als treballadors que estaven de guàrdia durant el Nadal. Davant de la crisi econòmica que esclataria el 2007, va demanar «Unitat, treball i ambició».
Amb la derrota a les eleccions al Parlament de Catalunya del 2010, Montilla es convertí en el primer President de la Generalitat moderna destituït per les urnes. Immediatament, renuncià a l'acta de diputat. Poc després, Joaquim Nadal fou elegit nou president provisional del grup parlamentari del PSC. El 23 de desembre de 2010, Artur Mas fou investit pel Parlament President de la Generalitat (amb els vots favorables de CiU i l'abstenció del PSC). El 27 de desembre Mas assumí el càrrec que deixava Montilla.

### Senador
Després d'un any allunyat de la política activa, el PSC li va proposar com a senador per designació autonòmica amb Iolanda Pineda, per reemplaçar els socialistes Joan Sabaté i Assumpta Baig a la Cambra Alta. Tot i que la resta de forces de l'hemicicle català i sectors del mateix PSC van considerar «inadequat» el pas d'un expresident de Catalunya al Senat, Montilla i Pineda van ser elegits senadors l'1 de desembre del 2011 en representació del Parlament de Catalunya, amb 106 vots a favor, 8 en contra i 10 abstencions.
Al Senat, Montilla va ser designat portaveu el Grup Parlamentari d'Entesa pel Progrés de Catalunya -format pel PSC i ICV- a les comissions parlamentàries d'Economia i Competitivitat, Hisenda i Administracions Públiques, Indústria, Energia i Turisme, i la General de Comunitats Autònomes per a la X Legislatura.
El 27 d'octubre del 2017, durant la votació al Senat per a l'aplicació a Catalunya de l'article 155 de la Constitució, Montilla i Francesc Antich es van absentar de l'hemicicle i no van votar.

### Sector privat
Després de la seva etapa com a senador al grup parlamentari socialista el 2020 fou nomenat conseller d'Enagás. El fet va aixecar polèmica a l'ecosistema polític català, i van demanar la seva compareixença a la comissió d'afers institucionals del Parlament, on Montilla va assegurar que "No només és compatible legalment, sinó també factible" treballar al sector privat després d'haver sigut president.

## Premis i reconeixements
El 22 de febrer del 2012 el president francès Nicolas Sarkozy va concedir-li la Legió d'Honor en grau d'oficial, en reconeixement de les gestions i projectes que Montilla va dur a terme per fomentar les relacions entre Catalunya i França, com és el cas del corredor mediterrani. La va rebre el 4 de juny.